# Renato II de Lorena
Renato II de Lorena (Angers, 2 de mayo de 1451 - Fains Véel, 10 de diciembre de 1508) fue un noble francés, hijo del conde Federico II de Vaudémont y de Yolande de Anjou, duquesa de Lorena, perteneciente a la Casa de Valois por ser hija de Renato I de Nápoles. 
Ostentó los títulos de conde de Vaudémont (1470-1508), duque de Lorena (1473-1508) y duque de Bar (1483-1508). Desde 1480 reclamó los títulos de rey de Nápoles, Jerusalén, duque de Calabria y conde de Provenza que debía heredar como el descendiente vivo de Renato I de Nápoles. También ostentó los títulos de conde de Harcourt, Aumale y Guisa.

## Vida
René de Vaudémont pasó su juventud en la corte de su abuelo, el rey de Nápoles, la cual oscilaba entre Angers (capital de Anjou) y la Provenza. En 1470 la muerte de su padre le convierte en conde de Vaudémont, y tres años después sucedía a su tío como capitán de Angers y senescal y gobernador de Anjou, para que ese mismo 1473 su madre le cediera el ducado de Lorena, que en ese momento se encontraba amenazado por el rey francés Luis XI y por el duque de Borgoña Carlos el Temerario. Renato de Lorena se alió secretamente con el monarca galo, pero la invasión borgoñona obligó al duque a abandonar Nancy. Sin embargo, tras dejar allí una guarnición, se retiró a Suiza con la mayoría de sus fuerzas, donde fue derrotado dos veces.

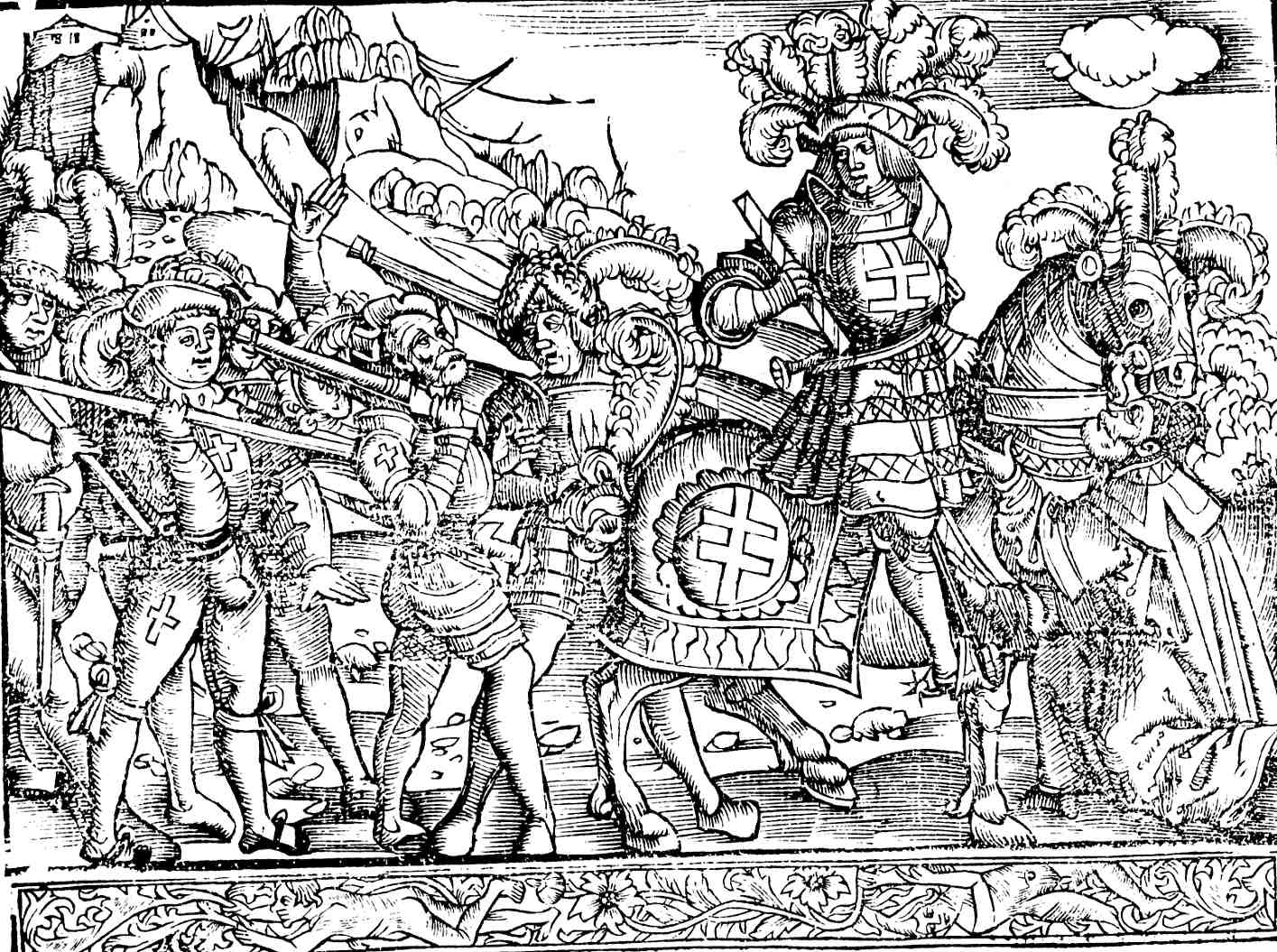
El duque Renato II de Lorena dirige a sus mercenarios suizos frente a la ciudad de Saint-Dié (según el Liber Nanceidos de Pierre de Blarru, 1519).

Aprovechando el vacío de poder, el joven Renato II sitió Nancy y después de una gran resistencia por parte de las tropas borgoñonas, y al no quedar víveres dentro de la ciudad, decidieron capitular recuperando su ciudad. Carlos el Temerario regresó rápidamente en 1477 a tratar de salvar la ciudad recién conquistada, y al pie de sus murallas se libró una sangrienta batalla en la que las tropas borgoñonas fueron derrotadas, perdiendo Carlos el Temerario la vida en la famosa batalla de Nancy en enero de 1477, por cuyo motivo la ciudad regresó al señorío del duque de Lorena. El reconocimiento del duque al esfuerzo de su capital se evidenció en la construcción poco después de la iglesia franciscana de "Les Cordeliers", basílica consagrada en 1487 y que se convertiría en mausoleo de los duques de Lorena. La ciudad quedó igualmente exenta de impuestos. Renato también emprendió en 1502 la reconstrucción del palacio ducal, que estaba muy deteriorado, que será acabada por Antonio de Lorena en 1512.
La muerte de su madre en 1483 le llevó a reclamar los títulos de Bar, Nápoles, Jerusalén, Calabria, Provenza, y esto lo llevó a tomar parte en la guerra. El rey Carlos VIII le desautorizó, ya que deseaba para sí la corona napolitana, y por cuya disputa provocaría las Guerras de Italia.
Renato II de Lorena acumuló durante su vida los títulos y posesiones de duque de Lorena, conde de Vaudémont, conde de Aumale, barón de Elbeuf, señor de Joinville, duque de Bar y barón de Mayenne.

## Matrimonio e hijos
Renato se casó en Angers el 9 de septiembre de 1471 con Juana de Harcourt, condesa de Tancarville († 1488), hija de Guillermo de Harcourt, conde de Tancarville, vizconde de Melun, y de Yolande de Laval. Renato la repudió en 1485.
En segundas nupcias se casó en Orléans el 1 de septiembre de 1485 con Felipa de Güeldres (1467-1547), de la que tuvo doce hijos:
- Carlos (1486);
- Francisco (1487);
- Antonio (1489-1544),[3] duque de Lorena y de Bar;
- Ana (1490-1491);
- Nicolás (1493);
- Isabel (1494-1508);
- Claudio (1496-1550),[3] conde de Guisa, conde de Harcourt, de Aumale, barón de Elbeuf, señor de Mayenne y de Joinville. Fue el fundador de la Casa de Guisa;
- Juan (1498-1550),[3] cardenal, obispo de Toul, de Metz y de Verdún;
- Luis (1500-1528), obispo de Verdún, luego conde de Vaudémont, murió de peste en el sitio de Nápoles;
- Claudia (1502);
- Catalina (1502);
- Francisco (1506-1525),[1] conde de Lambesc, muerto en la Batalla de Pavía.

| Predecesor: Federico II                    | Conde de Vaudémont 1470–1508 | Sucesor: Antonio de Lorena  |
| Predecesor: Nicolás I                      | Duque de Lorena 1473–1508    | Sucesor: Antonio de Lorena  |
| Predecesor: Yolanda de Anjou               | Duque de Bar 1483–1508       | Sucesor: Antonio de Lorena  |
| Predecesor: María de Hartcourt (1452–1476) | Conde de Harcourt 1473–1495  | Sucesor: Juan IV de Rieux   |
| Predecesor: María de Hartcourt (1452–1476) | Barón de Elbeuf 1473–1508    | Sucesor: Claudio I de Guisa |
| Predecesor: Jean IV de Rieu                | Conde de Aumale 1495–1508    | Sucesor: Claudio I de Guisa |
| Predecesor: Federico II de Vaudémont       | Conde de Guisa 1470–1508     | Sucesor: Claudio I de Guisa |
| Predecesor: Nicolas de Joinville           | Señor de Joinville 1476–1508 | Sucesor: Claudio I de Guisa |
| Predecesor: Carlos V de Maine              | Señor de Mayenne 1504–1508   | Sucesor: Claudio I de Guisa |